# 원희영
원희영(1973년 3월 12일 ~ 2009년 3월 12일)은 대한민국의 학생운동가 출신 동성애자 인권 운동가이자 노동 운동가, 정당인이다. 동성애자인권연대의 창립 멤버였고, 민주노동당의 창당 멤버의 한 사람이며, 동인련 소식지팀과 상담센터준비팀에서 활동하였다. 민주노동당 성소수자위원회 위원을 역임하였다. 필명은 단영이다.
1991년 강경대의 죽음을 보고 학생운동에 투신하여 시민, 인권단체에서 활동하였다. 1997년 9월 9일 대학생동성애자인권연합(동성애자인권연대의 전신) 출범에 참여하였고, 1998년 8월 1일 동인련의 창립 멤버였다. 동성애자인권연대의 상담센터 준비팀원과 소식지팀장으로 활동하였다. 논리학 교수를 희망하였으나 가정 형편으로 2000년부터는 서울 시내에서 택배 배달원으로 활동하다 2003년 논술 강사, 논리학 강사로 활동하였으나 신병으로 2년만에 그만두고 투병생활을 하였다. 정당 활동으로는 2000년 민주노동당의 창당과 2004년 성동구지구당 창립에 참여하였으며, 민노당 본부 정치실천단원, 당 여성위원회 위원, 광진을지구당 운영위원 등을 역임했다. 2003년 생계를 위해 논술 강사로 활동하다 다시 동성애자인권연대 활동과 노동, 결사 운동에 종사하다 2009년 3월 12일 스테로이드제 후유증 및 뇌종양으로 사망하였다.

## 약력

### 생애 초반
서울특별시 동대문구의 가난한 가정에서 태어나 오래도록 병마를 앓았다. 동대문에서 학교를 다녔던 그는 고등학교 재학 중 학생회 간부를 맡기도 했다. 그는 고등학교 재학 중 1991년 강경대의 죽음을 계기로 시민운동에 참여하기 시작하였다. 그러나 어린 시절부터 먹어온 스테로이드제의 부작용으로 알레르기, 발작, 크고 작은 병에 시달렸다. 1993년 대학 입학 후, 대학 노래패에서 활동하였다. 그는 또 사회주의 단체에도 가입, 국제사회주의자로써 활동하였다. 당시 국가보안법 때문에 비합법조직, 이적단체로 쫓겼지만 그는 신념을 굽히지 않았다. 1994년 대학 중퇴, 서울특별시로 올라와 이후 백화점의 판매직 직원 등으로 생계 유지하였다.
1997년 9월 9일 양지용, 정욜, 임태훈 등과 함께 대학생동성애자인권연합(동성애자인권연대의 전신)의 창립에 참여하고, 1997년 8월 1일 동성애자인권연대 창립에 참여하였다. 이후 서울 마포로 이주했다가, 영등포구 당산동 성문밖교회에서 세례를 받고 개신교 신자가 되었다. 이때 성문밖교회에서 만난 다른 동성애자 A와 동거하였다. 동인련에서 활동하며 단영이라는 아호를 사용하였고, 민주노동당의 정당활동 등을 겸하면서 종종 본명을 함께 사용하기도 했다. 동인련 활동 당시 그는 레즈비언 활동가들의 큰언니라는 별칭을 얻기도 했다. 그는 아메리카노 커피 등을 좋아하였다.

### 인권, 사회 운동
교육자가 꿈이었던 그는 2000년 생활비 조달을 위해 퀵 서비스 회사의 배달원, 택배 배달원으로 취직했다. 이후 2003년까지 그는 서울 시내의 퀵 서비스의 배달원, 택배 배달원으로 활동했으나 교통사고 등의 이유로 그만두게 되었다. 2000년 1월 30일 민주노동당 창당과 민노당 서울 성동구지구당 창립에 참여하고, 민주노동당 당 정치실천단 단원, 당 여성위원회 위원으로 활동하였다. 그는 민노당 정치실천단원으로 각종 파업현장에 참여, 연대농성하였다. 또한 동성애자인권연대 사무국 상담센터 준비팀, 동성애자인권연대 사무국 소식지팀장으로 활동하였으며, 2000년대 초, 교통사고를 당했으나 바로 동인련과 민주노동당 집회에 나왔다. 2001년 전국보험모집인노동조합 사무차장으로 활동하였다.
2002년 오태양의 양심적 병역 거부를 지지, 홍보하는 활동을 하였다. 2002년 2월 4일 오전 11시 서울 철학카페 느티나무에서 한홍구, 효림스님, 오태양 등의 주최로 열린 '양심에 따른 병역거부권 실현과 대체복무제도 개선을 위한 연대회의 발족식 및 기자회견'에 참석하였다. 이어 민주사회를 위한 변호사 모임 회원 및 1554명의 인권, 시민단체 회원들과 함께 '양심에 따른 병역거부권 인정 및 대체복무제도 도입을 촉구하는 1000인 선언'에 동참, 서명하였다. 이후 그는 양심적 병역 거부를 지지하는 활동에도 동참하였다.

### 정치, 노동운동 활동
2002년에는 민주노동당 서울특별시 광진을 지구당 운영위원이었다. 2002년 5월 7일 경기도경 보안수사대가 성공회대학교 총학생회 정책국장이자 민주노동당원인 전지윤(사회학과 4학년) 씨를 연행ㆍ구속했다. 이때 그도 전지윤 석방 운동에 동참하였다. 2003년 2월 정욜, 육우당 등과 함께 서울에서 열린 이라크 파병 반대 집회에 참여하였다.
2003년부터 2005년까지는 생계를 위해 일부 논술학원과 종합보습학원, 대학의 논술, 논리학 강사로 출강하였으며, 2003년 4월 17일 그는 네이스(교육행정정보시스템, NEIS) 중단 요구 각계각층 1000인 선언에 서명하였다. 'NEIS 중단' 각계각층 1천인 선언문이 작성되자, 반대 성명 발표에 참석하였다. 2004년 1월부터는 동성애자인권연대에 다시 나와서 활동하였다. 1월 11일 동성애자인권연대 소식지팀장으로 제2회 인권학교의 강사로 초빙되었다. 1월 11일부터 2월 3일까지 열린 인권학교에서 그는 2월 2일 '성 소수자와 인권'이라는 주제로 강의하였다. 2004년 10월 인권운동사랑방 '열린 성소수자 상담, 어떻게 시작할까?'라는 주제의 강연회에 '노동권'을 주제로 강연하였다. 동인련, 성소수자 활동 및 민노당 당원 활동과 함께 그는 논리, 논술 강사로 활동하며 생계를 이어갔다.
2005년 뇌종양으로 투병, 병원에 입원하였다가 퇴원하였다. 2005년 6월 9일부터 7월 24일까지 동성애자인권연대와 성소수자인권상담센터의 '성소수자 상담원 양성 교육'의 강사의 한 사람이었다. 2005년 1월 11일부터 2월 3일까지 한국인권행동 주관 제2회 인권학교의 연사로 참여, "성 소수자와 인권"이라는 주제로 강의하였다. 그밖에 민주노동당 성소수자위원회 위원을 겸하였다. 2006년 3월 19일 서울 용산구 서울역 광장에서 개최된 3.19 국제공동반전행동 및 미국의 이라크 침략 규탄 집회에 참여하였다.

### 생애 후반
2008년 5월 29일 광우병 촛불집회 지지 인권운동가 모임에 참여하였다. 그러나 만년의 그는 뇌종양 후유증으로 운신이 불편하였다.
2008년 5월 초 뇌종양 말기 진단을 받고 서울특별시 종로구 연건동 서울대학교 대학병원에 입원하였다가 곧 퇴원하였다. 그러나 2009년 1월 6일 잠시 의식불명상태에 있던 중 동대문구 전농동 성 바오로 병원 응급실로 이송되었다가 다시 서울대학교 병원 암 병동으로 옮겨졌다. 그러나 서울대학교 병원 암 병동에서는 치료가 어렵다 하여 2009년 1월 8일 서울대병원에서 퇴원하여 동대문구 전농동 성 바오로 병원 호스피스 병동으로 후송되었다.
원희영은 2009년 3월 12일 새벽 0시경 서울특별시 동대문구 전농동 성 바오로 병원 호스피스 병동 사랑3실에서 스테로이드제 부작용 및 뇌종양으로 사망하였다. 동거중인 동성애자 및 동성애자인권연대 회원들이 임종을 지켜보았다.

### 사후
시신은 바로 경기도 고양시 덕양구 화정동 관동대학교 일산 명지병원 영안실에 안치되었다. 3월 14일 오전 8시 30분경 경기도 고양시 벽제화장터에서 화장된 뒤, 유골은 발인날 오후 가족이 인수하였으며 동생에 의해 모처에 뿌렸으나, 동인련 회원 및 동거녀 A에게는 알려주지 않았다고 한다.

## 가족 관계
- 어머니 :
  - 여동생 : 1명
- 동거녀 : 1명, 역시 동성애자 인권운동가였다.

## 같이 보기
- 동성애자인권연대
- 민주노동당
- 국민승리 21
- 정욜
- 곽이경
- 육우당

## 참고 자료
- 성소수자 바로 알기:단영
- 전지윤을 석방하라 월간 다함께 제14호 2002-07-01
- 2005 성소수자 상담원 양성 교육 자료집 발간!